# Außergewöhnliche Menschen
Außergewöhnliche Menschen (Originaltitel: My Shocking Story) ist eine britische Dokumentarreihe, welche über Menschen mit körperlichen Abweichungen von der Normalität und Einschränkungen berichtet. In Deutschland wird sie auf RTL II ausgestrahlt.

## Produktion und Ausstrahlung
Erstmals wurde die Sendung im Discovery Channel des Vereinigten Königreichs ausgestrahlt. In den USA wurde es im The Learning Channel, in Australien in der australischen Version des Discovery Channels und Seven Network und in Italien in der italienischen Version des Discovery Channels ausgestrahlt. Die Sendung wurde das erste Mal in Deutschland am 12. Dezember 2009 auf Focus Gesundheit ausgestrahlt und umfasste 22 Folgen. Die Erstausstrahlung im Free TV erfolgte mit 43 Folgen am 18. Januar 2010 auf RTL II. RTL 2 produzierte zudem die Reihe Die Schicksalsreportage, welche ebenfalls den Titel Außergewöhnliche Menschen trägt und Folgen aus z. B. BodyShock und einigen Fernsehdokumentationen beinhaltet.

### Folgen durch Focus Gesundheit
| Episode | deutscher Titel                 | englischer Titel               | Erstausstrahlung  | Deutschsprachige Erstausstrahlung |
| ------- | ------------------------------- | ------------------------------ | ----------------- | --------------------------------- |
| 1       | Die kleinsten Kinder der Welt   | World’s Smallest Kids          | 27. Januar 2008   | 02. Januar 2010                   |
| 2       | Die dicksten Kinder der Welt    | World’s Fattest Kids           | 02. Januar 2008   | 03. April 2010                    |
| 3       | Drei mal tot und quicklebendig  | I Woke Up in the Morgue        | 02. Januar 2008   | -                                 |
| 4       | -                               | Half Man, Half Tree            | 09. Januar 2008   | -                                 |
| 5       | Die Frau mit dem Elefantenfuß   | My Big Foot                    | 16. Januar 2008   | 09. Januar 2010                   |
| 6       | -                               | Too Young to Be so Fat         | 26. Januar 2008   | -                                 |
| 7       | -                               | The Man with no Face           | 23. Januar 2008   | -                                 |
| 8       | Die kleinste Mutter der Welt    | World’s Smallest Mom           | 30. Januar 2008   | 27. März 2010                     |
| 9       | -                               | Treeman: A Search for the Cure | 05. November 2008 | -                                 |
| 10      | Die Kinder mit dem Wolfsgesicht | Real Wolf Kids                 | 18. November 2008 | 17. April 2010                    |
| 11      | Der Oktopus-Mann                | Octopus Man                    | 25. November 2008 | 08. Mai 2010                      |
| 12      | Der elektrische Mensch          | Electric Human                 | 16. Dezember 2008 | 01. Mai 2010                      |
| 13      | -                               | Savaged by a Bear              | 02. Dezember 2008 |                                   |
| 14      | -                               | Out of the Ordinary Reunion    | 09. Dezember 2008 | -                                 |
| 15      | Das transplantierte Gesicht     | Resonstruct My Face            | 01. Januar 2007   | 03. April 2012                    |
| 16      | -                               | Treeman Meets Treeman          | 09. August 2009   | -                                 |
| 17      | -                               | Human Spider Sisters           | 23. August 2009   | -                                 |
| 18      | Die größte Frau der Welt        | World’s Tallest Giants         | 23. August 2009   | 10. April 2010                    |
| 19      | -                               | Albino Island                  | 18. Oktober 2009  | 18. Oktober 2009                  |
| 20      | -                               | My Giant Head                  | 03. Januar 2010   | -                                 |
| 21      | -                               | Coma Miracle                   | 2007              | -                                 |
| 22      | -                               | Eight-Limbed Baby              | 30. Mai 2010      | -                                 |

* Nicht alle Folgen haben einen deutschen Titel

### Folgen durch RTL 2
| Nr. | deutscher Titel                                                                    | englischer Titel                         | deutschsprachige Erstausstrahlung |
| --- | ---------------------------------------------------------------------------------- | ---------------------------------------- | --------------------------------- |
| 1   | Der Oktopus-Mann                                                                   | -                                        | 18. Januar 2010                   |
| 2   | Hilfe, wir sind Genies – Die Rainman-Zwillinge                                     | -                                        | 25. Januar 2010                   |
| 3   | Das Kind, das nicht älter wird                                                     | -                                        | 01. Februar 2010                  |
| 4   | Das Top-Model, das sein Gesicht verlor                                             | -                                        | 08. Februar 2010                  |
| 5   | Der Mann mit dem halben Körper                                                     | -                                        | 15. Februar 2010                  |
| 6   | Halb Mann, halb Baum (1)                                                           | -                                        | 09. März 2010                     |
| 7   | Halb Mann, halb Baum (2)                                                           | -                                        | 16. März 2010                     |
| 8   | Sterben für ein eigenes Leben – Der Traum von Ladan und Laleh Bijani               | -                                        | 23. März 2010                     |
| 9   | Die Vierlinge von Julie Charles – Eine Schwangerschaft auf Leben und Tod           | -                                        | 30. März 2010                     |
| 10  | Unglaublich klein – Die Geschichte von Kenadie                                     | -                                        | 06. April 2010                    |
| 11  | Ein neues Leben für zwei Brüder – Die Geschichte einer außergewöhnlichen Operation | -                                        | 13. April 2010                    |
| 12  | Keegans Verwandlung – Der schwere Weg eines kleinen Jungen                         | -                                        | 20. April 2010                    |
| 13  | Kleiner Mann, ganz stark – Die Geschichte von Romeo                                | -                                        | 27. April 2010                    |
| 14  | Georgias letzte Chance: Englands dickster Teenager speckt ab                       | -                                        | 04. Mai 2010                      |
| 15  | Zwei Mädchen in einem Körper (1)                                                   | -                                        | 11. Mai 2010                      |
| 16  | Zwei Mädchen in einem Körper (2)                                                   | -                                        | 18. Mai 2010                      |
| 17  | Victorias Herz                                                                     | -                                        | 25. Mai 2010                      |
| 18  | Die Wunden des Krieges – Zurück aus dem Irak                                       | -                                        | 01. Juni 2010                     |
| 19  | Hilfe, mein Mann ist schwanger                                                     | Pregnant And Transgendered               | 30. August 2010                   |
| 20  | Der außergewöhnliche Alex – Ein Junge kämpft für seinen Traum                      | -                                        | 04. Januar 2011                   |
| 21  | Du bist mein Held – Der außergewöhnliche Dr. Milton Waner                          | -                                        | 11. Januar 2011                   |
| 22  | Um Gottes Willen: Sechslinge                                                       | -                                        | 01. Februar 2011                  |
| 23  | Die 500-Kilo-Frau                                                                  | -                                        | 08. Februar 2011                  |
| 24  | Alisons Baby                                                                       | -                                        | 05. April 2011                    |
| 25  | Halb Mann, halb Baum                                                               | -                                        | 05. Mai 2011                      |
| 26  | Die Frau mit dem halben Gesicht                                                    | -                                        | 12. Mai 2011                      |
| 27  | 7 Gesichter in 7 Tagen                                                             | -                                        | 19. Mai 2011                      |
| 28  | My Big Fat Gypsy Wedding                                                           | My Big Fat Gypsy Wedding                 | 26. Mai 2011                      |
| 29  | Dominics Extra-Tour – Inter-Railing im Rollstuhl                                   | Little Dom’s Big Adventure               | 16. August 2011                   |
| 30  | Trishna & Krishna                                                                  | -                                        | 23. August 2011                   |
| 31  | Der Kleinste Teenie Deutschlands                                                   | -                                        | 29. August 2011                   |
| 32  | Der Wolfsjunge                                                                     | It’s Not Easy Being A Wolf Boy           | 30. August 2011                   |
| 33  | Leben mit Elephantiasis                                                            | -                                        | 05. September 2011                |
| 34  | Der Fischjunge                                                                     | -                                        | 13. September 2011                |
| 35  | Der Soldat, der zur Frau wurde                                                     | Sex Change Soldier                       | 20. September 2011                |
| 36  | My Big Fat Mexican Wedding – Der dickste Mann der Welt heiratet                    | The World’s Heaviest Man Getting Married | 26. September 2011                |
| 37  | Puppen für große Jungs                                                             | Love Me, Love My Dol                     | 27. September 2011                |
| 38  | Unsere Töchter sollen leben – Die Geschichte von Hope und Faith                    | -                                        | 17. Oktober 2011                  |
| 39  | Ständig in Gefahr – Das grausame Leben ohne Schmerz                                | A Life Without Pain                      | 24. Oktober 2011                  |
| 40  | Muskelprotz im Kindergarten – Das stärkste Kind der Welt                           | The World’s Strongest Toddler            | 31. Oktober 2011                  |
| 41  | Mein Kind ist ein Affe                                                             | My Child Is A Monkey                     | 14. November 2011                 |
| 42  | Der Dickste Mann der Welt (1)                                                      | The World’s Fattest Man                  | 20. Juni 2012                     |
| 43  | Der Größte Mann der Welt                                                           | The World’s Tallest Man                  | 04. Juli 2012                     |

### Nicht einsortiert
- (Four of a Kind)
- Abby & Brittany werden 22 (Abby & Brittany – College and Beyond: Part I)
- Abby & Brittany machen Examen (Abby & Brittany – College and Beyond: Part II)
- Abby & Brittany auf Abschlussreise (Abby & Brittany – College and Beyond: Part III)
- Andres letzte Schritte! Diagnose HMSN
- Diagnose Narbenbruch – Wenn die inneren Organe nach außen treten
- Diagnose unbekannt – Wer hilft Jeremy?
- Die Frau mit dem entstellten Gesicht
- Girls Camp extrem – Englands eineiige Vierlinge werden groß
- Ich bin erst 12, mein Körper schon 80! Schicksal Progerie
- Jazz – Das Mädchen, das ein Junge war (I Am Jazz – A Family in Transition)
- Der Junge, der nie erwachsen wird (The Boy Who’ll Never Grow Up)
- Kirstie und Stuart – Eine atemlose Liebe (Love on the Transplant List)
- Lea lernt laufen – Ein Schritt, ein Wunder!
- Die längste Schwangerschaft der Welt (I Gave Birth To A Mummy)
- Der Mann, der sich zu Tode aß (The Man Who Ate Himself To Death)
- Das Rätsel um Janines Darmlähmung – Hilfe, ich habe zwei Stomata!
- Der Schildkröten-Junge (Turtle Boy)
- Sechslinge erobern New York (Sextuplets Take New York)
- Terri – Das Mädchen, das durchs Feuer ging (The Girl With 90 % Burns)
- Trantasia – Wer ist die Schönste im ganzen Land
- Das Tumorgesicht der 13-jährigen Sophie
- Das wahre Däumelinchen (The Real Thumbelina)
- Die Walton Sechslinge (The Walton Sextuplets – Moving On)